# Quietus (Evoken)
Quietus è il secondo album della funeral doom metal band statunitense Evoken.

## Tracce
1. In Pestilence, Burning – 8:42
2. Withering Indignation – 8:55
3. Tending the Dire Hatred – 7:11
4. Where Ghosts Fall Silent – 10:42
5. Quietus – 10:48
6. Embrace the Emptiness – 12:55
7. Atrementous Journey – 4:14

## Membri
- John Paradiso: Chitarre/Voce
- Nick Orlando: Chitarre
- Steve Moran: Basso
- Vince Verkay: Batteria
- Dario Derna - Tastiere

con la partecipazione di:
- Suzanne Bass: Violoncello